# Freedom Park (Lagos)
Pour les articles homonymes, voir Freedom Park.
Freedom Park est un parc commémoratif situé à sur l'Île Lagos, au Nigeria.

## Historique
Il est construit en 2010 sur l’emplacement de la prison de Broad Street. 
Il a été conçu par l'architecte Theo Lawson.